# Extremadurai nyelv
Az extremadurai nyelv (saját nevén lengua estremeña vagy estremeñu, spanyolul: extremeño) újlatin nyelvváltozat Nyugat-Spanyolországban. Beszélői Extremadurában és a szomszédos Salamancában (Kasztília és León) élnek.
Vita folyik arról, hogy a nyelv az asztur-leóni nyelvek része-e (mint az asztur, leóni és mirandai), vagy inkább a kasztíliai spanyolhoz áll közelebb.
Beszélőinek számáról eltérő és igen elnagyolt becslések vannak. Olykor 200 és 500 ezer fő közé teszik az extremadurai nyelvűek számát. Beszélői többnyire idősek, Extremadura lakosságának nagy része nem is beszéli, sőt még a beszélők is leggyakrabban csak durvább spanyol nyelvjárásnak tekintik. A régió lakosainak zöme a kasztíliai spanyol extremadurai nyelvjárását beszéli (melynek neve castúo), amely nem azonosítható az extremadurainak nevezett nyelvvel, amennyiben az a szempont érvényesül, hogy az extremadurai az asztur-leóni változata.

## Nyelvjárásai
Az extremadurai három nyelvjárásra oszlik: északi, középső és déli dialektusra. Az északi nyelvjárást tekintik általában a tulajdonképpeni extremadurai nyelvnek, amelyet Extremadura északi részén és Salamanca ezen régióval határos területén beszélnek. A másik két dialektus a 18. század óta annyira közel került a kasztíliai nyelvhez, hogy az eltérések lényegében összemosódtak.

## Története
Az extremadurai írásbeliség José María Gabriel y Galán költővel kezdődött a 19. század végén, aki Salamancából származott, s Észak-Extremadurában élt. Galán verseiben használja az extremadurai elemeket, de nyelve alapvetően spanyol, ezért inkább kötődik a castúo nyelvjáráshoz.
Napjainkban az extremadurai nyelv használata avagy megőrzése érdekében csak csekély lépések történtek, s viszonylag alacsony azok száma is, akik aktívan törekszenek ilyen célokra. Tovább bonyolítja a helyzetet, hogy akadnak, akik a dél-kasztíliai nyelvjárást akarják Salamancában nyelvvé fejleszteni, amely csak fokozza a megosztottságot. Ennek tudható, hogy a kormányzat elutasította az extremadurai hivatalos elismerését.

## Hangtan
Hangtanilag az extremadurai az aszturleóni nyelvvel mutat hasonlóságokat abban a tekintetben, hogy az extremaduraiban is az utóhangzós o és e magánhangzók u és i magánhangzókra váltanak. Ugyanakkor az orális d kiesése a spanyolhoz viszi közelebb.

## Alaktan
Az extremadurai használ inu és ina kicsinyítőképzőket, amelyek az ó-aszturleóni (másnéven óleóni) nyelvben voltak jelen, ma pedig a portugál nyelvre jellemzőek.

## Szókincs
Az extremadurai szókincsben számos archaikus spanyol kifejezés található, sőt andalúziai arab szubsztrátumok is akadnak.

## Használata
Extremadurában az OSCEC Estremaúra (Az extremadurai nyelv szervezete) foglalkozik a nyelv védelmével, amely újságot és folyóiratot jelentet meg. Ezek az újonnan létrehozott extremadurai irodalmi nyelven és az ún. rebollali dialektusban íródnak (El Rebollal egy kis település Salamancában, ahol leóni nyelvjárást beszélnek). A nyelv leírására Ismael Carmona Garcia fejlesztett ki helyesírást, amelyet általánosságban elfogadnak.
2007-ben létrejött az extremadurai wikipédia is, Güiquipedia néven.

## Nyelvi példa
Idézet A kis herceg c. regényből:
| Asztúriai | Extremadurai | Leóni | Spanyol | Magyar |
| --- | --- | --- | --- | --- |
| ¡Ah, principín! Pasu ente pasu fui enterándome de que la to vida yera de lo más murnio. En munchu tiempu nun tuvieres otra diversión que ver atapecer el sol. Dime cuenta d'ello al cuartu día cuandu me dixisti pela mañanina: ¡Cómu me presten les atapecíes! | ¡Jai! prencipinu, asína, pocu a pocu, juí comprendiendu, la tu vidina malincónica. Tú nu habías teníu en una tupa tiempu más entretenencia qu'el duzol de las posturas de sol. Esti nuevu detalli lu engazapé, a la mañana 'el cuartu día, cuandu m'ijisti: Me pilran las posturas de sol. | ¡Ah, prencipicu!, asina cumprendí, puoco a puoco, la túa pequeiña vida melancólica. Por mueitu tiempu nu tuvisti por distraición outra cousa que'l dulzor de las rubianas. Percatéime d'este ñuevu detalle'l cuartu día a la meñana, cuando me dixisti: Préstanme mueito las rubianas. | ¡Ah, principito! Así, poco a poco, comprendí tu pequeña vida melancólica. Durante mucho tiempo tu única distracción fue la suavidad de las puestas de sol. Me enteré de este nuevo detalle, en la mañana del cuarto día, cuando me dijiste: Me encantan las puestas de sol. | Ó, kis herceg, lassan-lassan megértettem a te kis mélabús életedet! Hosszú időn át egyedüli szórakozásod a naplementék csendes bája volt. Életednek ezt az új részletét a negyedik nap reggelén tudtam meg, amikor így szóltál hozzám: Szeretem a naplementéket. |